# Candioti Sur

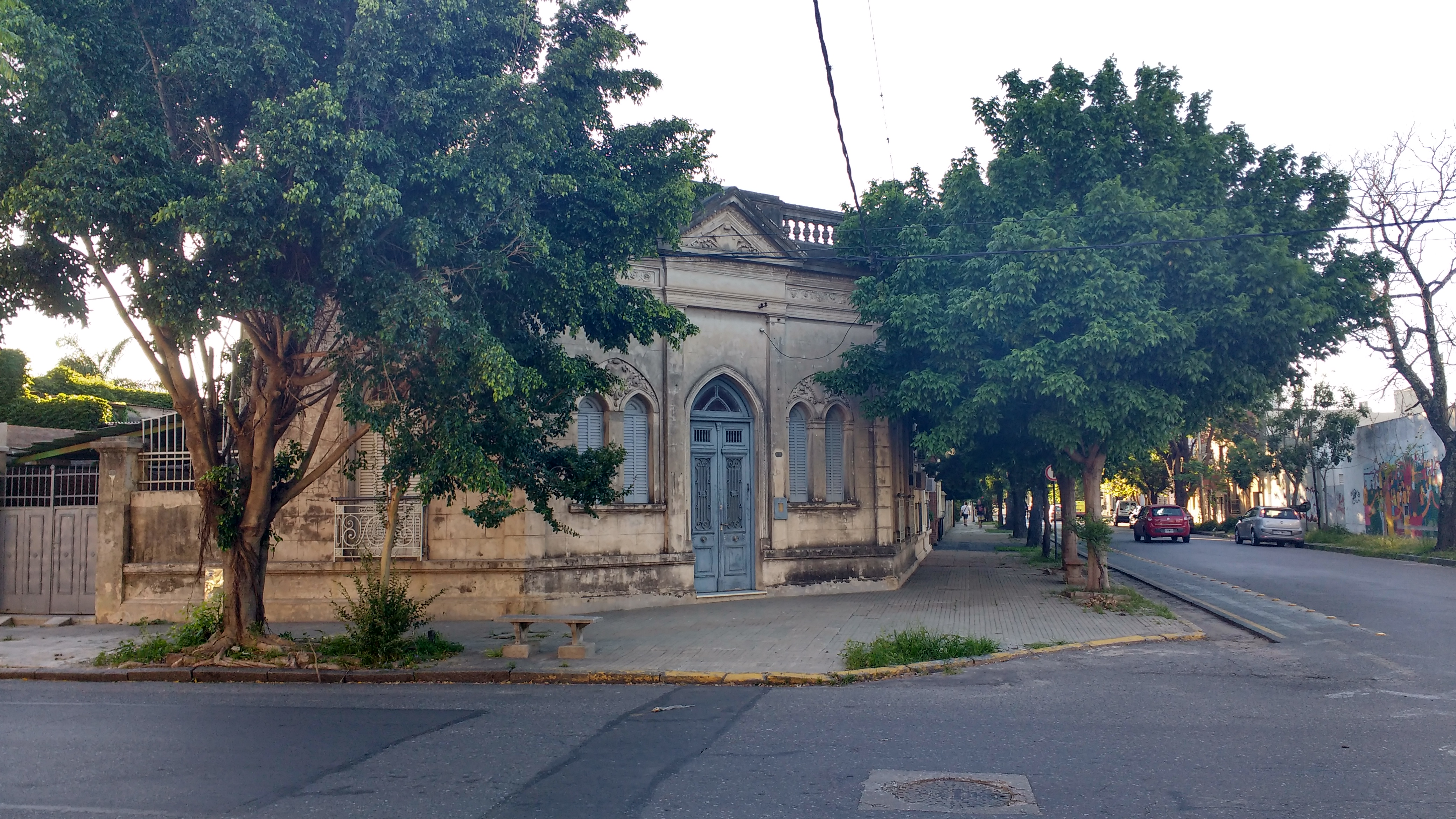
Casa típica de barrio Candioti Sur

El Barrio Candioti Sur es uno de los barrios más antiguos y pintorescos de la Ciudad de Santa Fe. Junto a su vecino barrio Candioti Norte, conforman el polo gastronómico más importante de la localidad. Dentro del perímetro del vecindario, funcionan la Cervecería Santa Fe y una planta potabilizadora de Aguas Santafesinas S.A.

## Ubicación geográfica
El Barrio Candioti Sur está comprendido por la calle General Belgrano, Avenida Leandro Alem, calle Laprida y Boulevard Gálvez. Limita con los barrios Recoleta al Oeste; Candioti Norte, al Norte y Barrio del Puerto, al Sur.

## La Cervecería Santa Fe
Ubicada en el corazón del barrio, tiene una superficie de 55.000 m². Emplea a 550 personas aproximadamente, aumentando su número en época estival por el incremento significativo de las ventas, respecto a las invernales. En Argentina existen otras 2 plantas de la misma firma: una en Salta con 100 empleados; y otra en Luján, provincia de Buenos Aires, con más de 300 empleados. En la Planta de la Ciudad de Santa Fe
se producen las cervezas nacionales, marcas Santa Fe, Schneider, Córdoba e Imperial, y dos líneas de marcas internacionales, líderes en el mercado mundial: Miller y Heineken.

## Deportes
Los clubes más famosos del barrio están sobre la laguna Setúbal y próximos entre sí: Club Regatas y Club Azopardo; en este último se enseña montañismo. En el Club de Regatas se practica remo, baloncesto y waterpolo.